# Mutter-Kind-Parkplatz

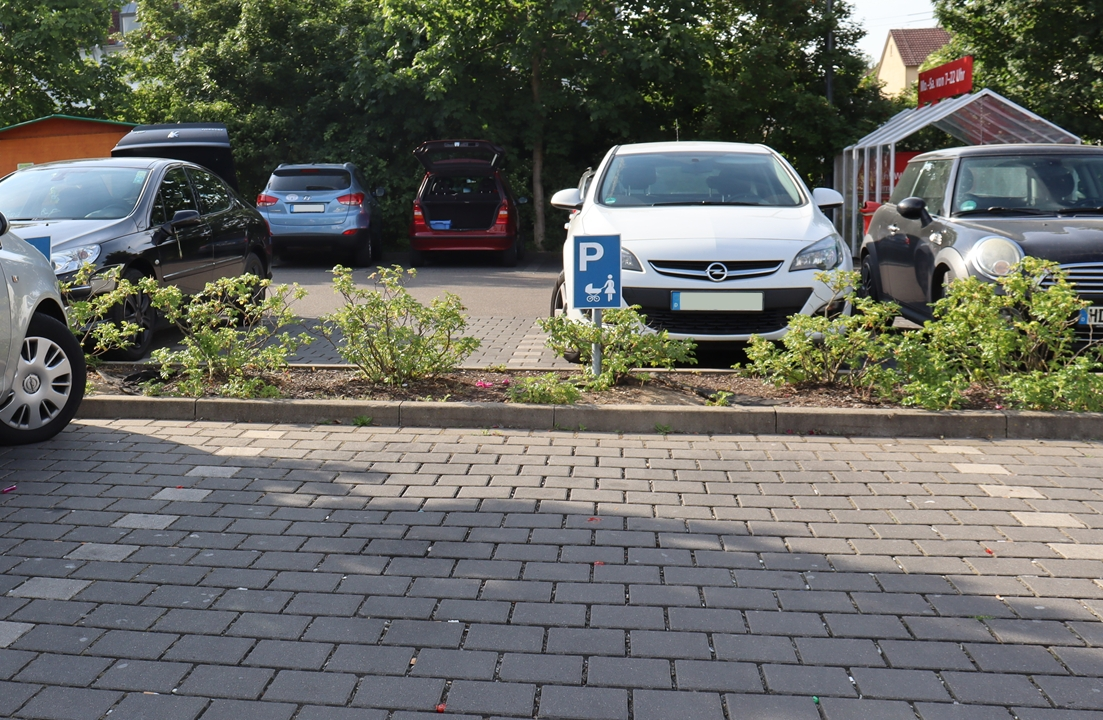
Mutter-Kind-Parkplatz in Deutschland, schmalerer gewöhnlicher Parkplatz im Hintergrund

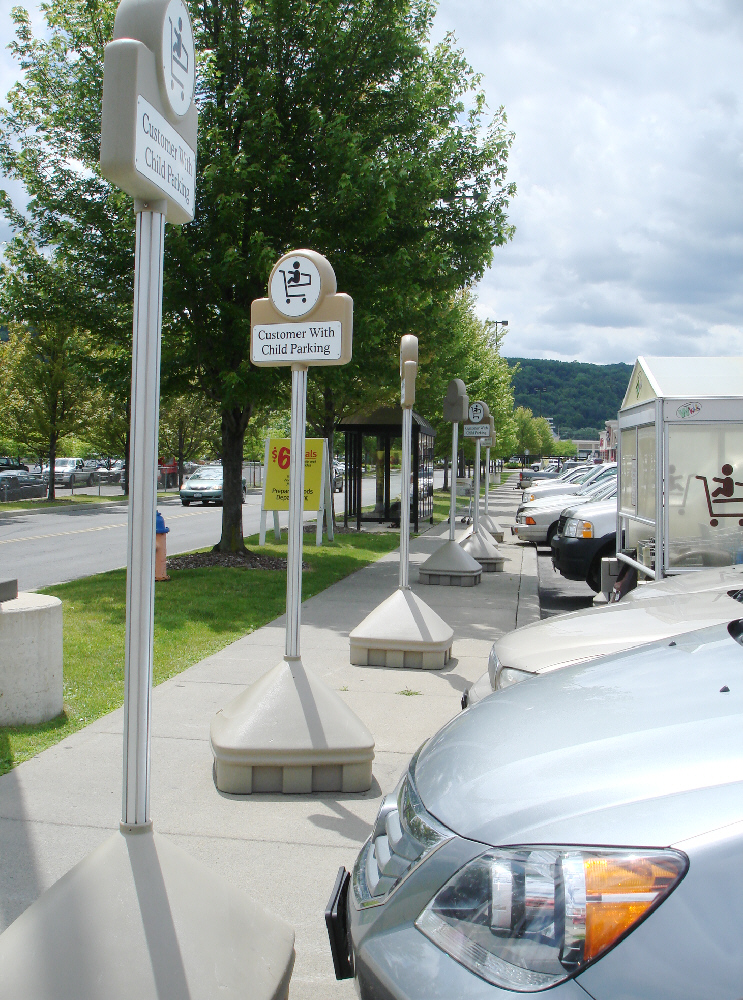
Reihe von Kunde-mit-Kind-Parkplätzen vor einem amerikanischen Supermarkt.

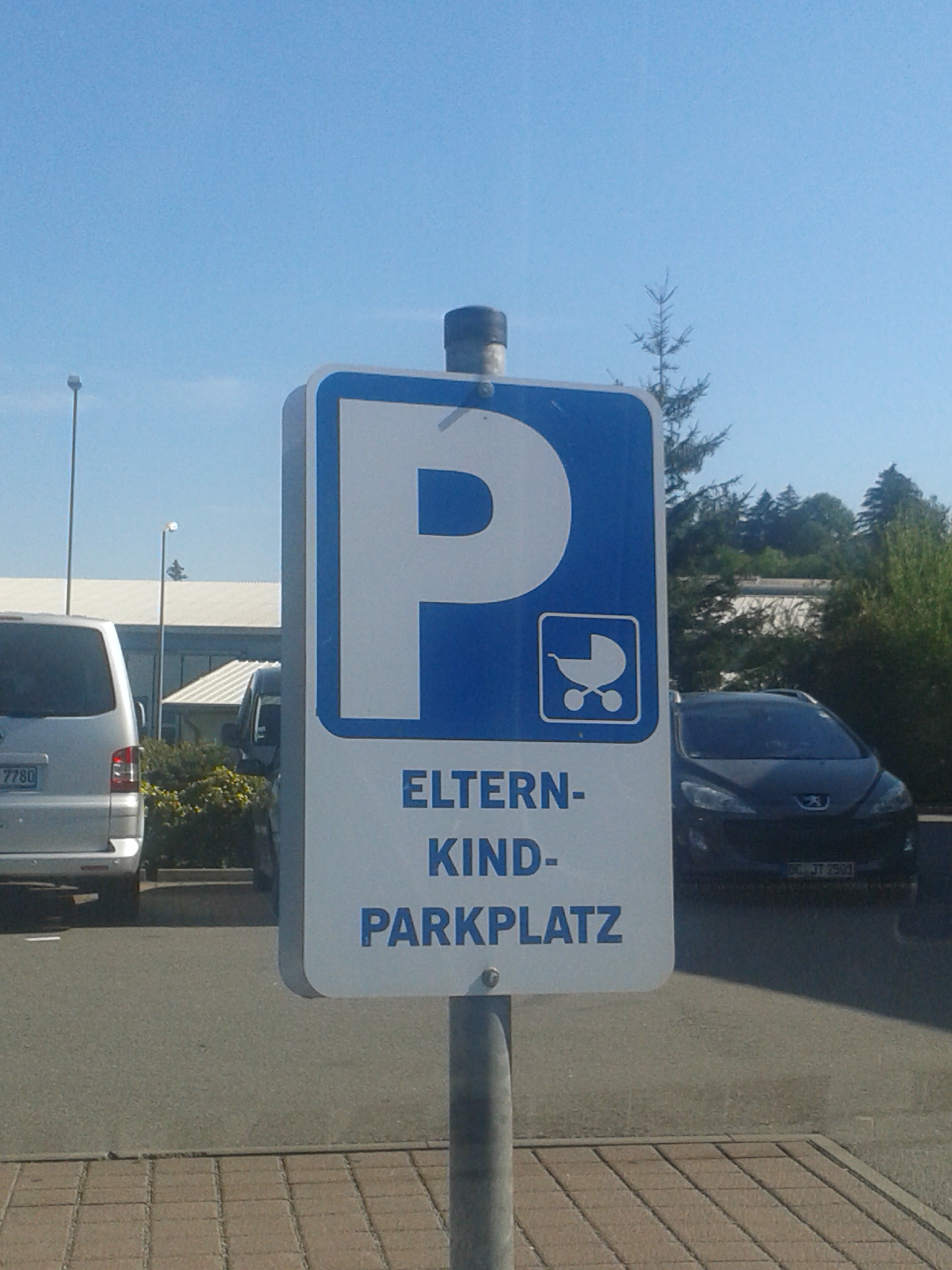
Beschilderung für einen Eltern-Kind-Parkplatz in deutscher Sprache

Als Mutter-Kind-Parkplatz (auch: „MuKi-Parkplatz“, „Eltern-Kind-Parkplatz“, „Familien-Parkplatz“) bezeichnet man einen auf einem Kundenparkplatz gelegenen Stellplatz, der speziell für hochschwangere Frauen und Personen mit kleinen Kindern vorgesehen ist. Eine gleichberechtigende Bezeichnung ist Eltern-Kind-Parkplatz.
Ebenso wie Behindertenparkplätze liegen Mutter-Kind-Parkplätze meist in unmittelbarer Nähe des Eingangsbereiches des Gebäudes, zu dem der Parkplatz gehört; häufig sind sie auch etwas breiter als gewöhnliche Parkplätze, um das Ein- und Aussteigen mit Kindern zu erleichtern.
Anders als Behindertenparkplätze sind in Deutschland Mutter-Kind-Parkplätze nicht verkehrsrechtlich geregelt; die StVO sieht sie nicht vor. Bei privat betriebenen Parkplätzen oder -häusern können sie jedoch markiert werden, solange an der Einfahrt darauf hingewiesen wird, dass die Regelungen der StVO auf dem Gelände nicht gelten.
Besonders häufig sind Mutter-Kind-Parkplätze an Krankenhäusern, Supermärkten und Einkaufszentren zu finden.
In den Vereinigten Staaten gibt es seit den 1990er Jahren in großer Zahl Kunde-mit-Kind-Parkplätze („Customer with Child Parking“). Einige Einkaufszentren weisen auch Parkplätze für Hochschwangere und neue Mütter aus („Stork parking“, spaces for pregnant women and new mothers). Diese sind gelegentlich umstritten. Während einige Gegner dieser Parkplätze geltend machen, dass Schwangerschaft keine Behinderung sei, protestieren andere dagegen, dass die Einzelhändler Kunden mit Kindern gegenüber Personen mit anderen Bewegungseinschränkungen – z. B. alten Menschen – bevorzugen.
Ähnliche Angebote gibt es auch in öffentlichen Verkehrsmitteln. Dort sind in der Regel einige Sitzplätze in der Nähe der Türen bevorzugt für hochschwangere oder gehbehinderte Personen oder solche mit Kind vorgesehen. Wobei diese meistens eine naheliegende Gelegenheit zum Abstellen von Kinderwagen, Rollatoren oder Rollstühlen bieten.